# Ревизников, Дмитрий Леонидович
Ревизников Дмитрий Леонидович (6 ноября 1961 года)) — российский учёный-математик, д.ф.-м.н. (2001), профессор, преподаватель МАИ, в.н.с. ФИЦ ИУ РАН,, член Национального комитета РАН по тепло- и массообмену, член редколлегии журнала «Труды МАИ», соавтор ряда известных и неоднократно переиздававшихся учебников и учебных пособий для высшей школы.

## Биография
В 1985 году Дмитрий Леонидович окончил факультет прикладной математики Московского авиационного института и был приглашён к научной и преподавательской деятельности на факультете, где сосредоточился в первую очередь на методах и подходах вычислительной аэрогидродинамики, в частности, в вопросах тепломассобмена в сверхзвуковых гетерогенных потоках.
В 1991 г. он под научным руководством д.ф.-м.н., доцента Владимира Фёдоровича Формалёва защитил в МАИ диссертацию «Численное моделирование процессов сопряжённого теплообмена при сверхзвуковом обтекании тел» на учёную степень кандидата физико-математических наук : 01.02.05, а в 2001 году — докторскую по вопросу «Численное моделирование сопряжённого тепломассообмена пористых и непроницаемых тел в газодинамических потоках»: 05.13.18. Несколько позже ему присвоено и учёное звание «профессора».
Во время научной и преподавательской деятельности Д. Л. Ревизникову довелось сотрудничать с известными учёными: членами-корреспондентами РАН Юрием Васильевичем Полежаевым и Ульяном Гайковичем Пирумовым, целым рядом докторов физико-математических и технических наук, талантливой молодёжью (см. библиографию).
О высокой оценке трудов и признании профессора Д. Л. Ревизникова в научной среде говорит и то, что он
- избран в Национальный комитет РАН по тепло- и массообмену[3]
- является членом редакционной коллегии журнала «Труды МАИ»[4]

Несколько лет назад Дмитрия Леонидовича заинтересовал вопрос математического моделирования свойств материалов, полученных на основе нанотехнологий, что обещает новые возможности в целом ряде приложений. По этому направлению он тесно сотрудничает в должности ведущего научного сотрудника с отделом Математического моделирования гетерогенных систем Вычислительного центра им. А. А. Дородницына ФИЦ ИУ РАН под руководством д.ф.-м.н. Каринэ Карленовны Абгарян, которая также преподаёт на факультете прикладной математики МАИ.
Как и в других направлениях, это сотрудничество оказалось весьма плодотворным. Уже в 2016 г. Д. Л. Ревизниковым совместно с К. К. Абгарян была издана научная монография «Вычислительные алгоритмы в задачах моделирования и оптимизации полупроводниковых гетероструктур», а в следующем году — учебное пособие по данному направлению (см. библиографию).

## Научные интересы
Основные направления научной деятельности:
1. вычислительная аэрогидродинамика;
2. механика двухфазных сред;
3. сопряжённый тепломассообмен, теплообмен и разрушение тел в сверхзвуковых гетерогенных потоках;
4. математическое моделирование наносистем.

## Преподавательская деятельность
В настоящее время Дмитрий Леонидович ведёт занятия на кафедрах 806 «Вычислительная математика и программирование» и 810Б «Информационные технологии в моделировании и управлении» факультета прикладной математики МАИ.
В разные годы он читал следующие курсы:
- «Теория и практика компьютерного моделирования»
- «Численные методы»

С участием проф. Д. Л. Ревизникова на сегодня подготовлено и издано 6 учебников и учебных пособий по численным методам (как по теории, так и сборники задач), математическому моделированию тепломассобмена, численным методам в моделировании электронных свойств наноразмерных гетероструктур. Некоторые из них, например, учебное пособие по численным методам, оказались настолько востребованы учебными заведениями и учащимися, что переиздавались по 5 раз.
Под его научным руководством подготовлена и в 2005 году защищена В. В. Винниковым кандидатская диссертация по физ.-мат. наукам.

## Награды и почётные звания
- Медаль "В память 850-летия Москвы" (1997)

## Избранная библиография

### Книги и брошюры
- Сопряжённые теплообмен и газодинамика при проникающем пористом охлаждении передней кромки лопаток высокотемпературных газовых турбин / А. Ф. Поляков, Д. Л. Ревизников. — Москва : ОИВТ РАН, 2006 (М. : ОИВТ РАН). — 119 с. : ил.; 20 см. — (Препринт/ Российская акад. наук, Объединённый ин-т высоких температур, Ин-т высоких температур; № 2-489).
- Теплообмен и разрушение тел в сверхзвуковом гетерогенном потоке / Д. С. Михатулин, Ю. В. Полежаев, Д. Л. Ревизников. — Москва : Янус-К, 2007. — XXVII, 391 с., : ил., портр., табл.; 22 см; ISBN 978-5-8037-0374-7
- Вычислительные алгоритмы в задачах моделирования и оптимизации полупроводниковых гетероструктур: монография / К. К. Абгарян, Д. Л. Ревизников; Вычислительный центр Федерального исследовательского центра «Информатика и управление» Российской академии наук. — Москва : МАКС-пресс, 2016. — 118. [1] с. : ил.; 21 см; ISBN 978-5-317-05450-2 : 500 экз.
- Методы компьютерного моделирования динамических систем с интервальными параметрами / А. Ю. Морозов, Д. Л. Ревизников ; МАИ, Научная библиотека. — Москва : Изд-во МАИ, 2019. — 159, [1] с. : ил., табл.; 20 см; ISBN 978-5-4316-0651-9 : 500 экз.

### Учебники и учебные пособия
- Численные методы: учеб. пособие для студентов технических ун-тов / В. Ф. Формалёв, Д. Л. Ревизников; под ред. А. И. Кибзуна. — Изд. 2-е, испр. и доп. — Москва : Физматлит, 2006 (Иваново : Ивановская обл. тип.). — 398 с. : ил.; 22 см; ISBN 5-9221-0737-2
- Численные методы. Сборник задач / Пирумов У. Г., Гидаспов В. Ю., Иванов И. Э., Ревизников Д. Л., Стрельцов В. Ю., Формалёв В. Ф. Москва: Дрофа, 2007. ISBN 978-5-358-01310-0, 144 с.
- Тепломассообмен, термохимическое и термоэрозионное разрушение тепловой защиты : [курс лекций] / Д. С. Михатулин, Ю. В. Полежаев, Д. Л. Ревизников. — Москва : Янус-К, 2011. — 516, [1] с., [20] л. ил. : ил.; 22 см; ISBN 978-5-8037-0522-2 (издано по гранту РФФИ и доступно в сети для неком. целей).
- Численные методы : теория и практика : учебное пособие для бакалавров, для студентов высших учебных заведений, обучающихся по направлению подготовки «Математика. Прикладная математика» / У. Г. Пирумов, Гидаспов В. Ю., Иванов И. Э., Ревизников Д. Л., Стрельцов В. Ю., Формалёв В. Ф.; Московский авиационный ин-т-нац. исслед. ун-т. — 5-е изд., перераб. и доп. — Москва : Юрайт, 2012. — 421 с. : ил., табл.; 22 см. — (Бакалавр. Базовый курс).; ISBN 978-5-9916-1867-0
- Численные методы. Учебник и практикум / Пирумов У. Г., Гидаспов В. Ю., Иванов И. Э., Ревизников Д. Л., Стрельцов В. Ю., Формалёв В. Ф. Москва: изд-во Юрайт, 2014. Серия: Бакалавр. Академический курс. ISBN 978-5-9916-4211-8, 422 с.[8]
- Численные методы в моделировании электронных свойств наноразмерных гетероструктур: учебное пособие / К. К. Абгарян, Д. Л. Ревизников ; Министерство образования и науки Российской Федерации, ФГБОУ высшего образования «Московский авиационный институт (национальный исследовательский университет)» (МАИ), Федеральный центр «Информатика и управление» РАН. — Москва : МАКС Пресс, 2017. — 105 с. : ил., табл.; 21 см; ISBN 978-5-317-05705-3 : 500 экз.[9]

### Диссертации
- Ревизников, Дмитрий Леонидович. Численное моделирование процессов сопряжённого теплообмена при сверхзвуковом обтекании тел : диссертация … кандидата физико-математических наук : 01.02.05 / Моск. авиац. ин-т. — Москва, 1991. — 188 с. : ил.[5]
- Ревизников, Дмитрий Леонидович. Численное моделирование сопряжённого тепломассообмена пористых и непроницаемых тел в газодинамических потоках : диссертация … доктора физико-математических наук : 05.13.18. — Москва, 2001. — 305 с. : ил.[6]

### Патенты
- Волновая система для выявления нарушений гемодинамики человека. (НОВОТЕХ). / Авторы:  Ганиев Р. Ф., Бойцов С. А., Касилов В. П., Ганиев О. Р., Украинский Л. Е., Ганиев С. Р., Лукьянов М. М., Ревизников Д. Л., Рогоза А. Н., Устенко И. Г. № 15587, 28 сентября 2015.